# Reach Out (Burt Bacharach)
Reach Out è il secondo album in studio di Burt Bacharach del 1967, pubblicato dalla A&M (per il mercato statunitense) e dalla DJM (per quello britannico). 

## I brani
Tutte le canzoni presenti nell'album sono scritte assieme a Hal David.  Vi si trovano anche Bond Street e The Look of Love: due tracce che hanno accompagnato il film di James Bond Casino Royale.
L'album rappresenta una fase più matura rispetto al precedente lavoro e fissa da qui in poi il carattere distintivo dello stile che oggi associamo al musicista. Canzoni non nuove (l'unica inedita era Lisa), ma rielaborate con suoni che si incastrano a perfezione, inaspettate interruzioni ritmiche, cori e musiche evanescenti. Le canzoni sono tutte legate al tema dell'amore.

## Tracce

### Lato A
1. Reach Out for Me – 2:50
2. Alfie – 2:58
3. 3 Bond street – 2:02
4. Are you there (With Another Girl) – 2:50
5. What the World Needs Now Is Love – 4:00

Durata totale: 14:40

### Lato B
1. The Look of Love – 2:31
2. A House Is Not a Home – 3:45
3. I Say a Little Prayer for You – 2:24
4. The Windows of the World – 2:30
5. Lisa – 3:38
6. Message to Michael – 3:20

Durata totale: 18:08